# 정읍 용흥리 해정사지 석탑
정읍 용흥리 해정사지 석탑(井邑 龍興里 海鼎寺址 石塔)은 대한민국 전북특별자치도 정읍시, 고부읍성이 있는 성황산 북쪽 기슭에 자리하고 있는 탑이다. 주변에서 ‘해정사’라고 새긴 기와조각이 발견되어 이 절의 옛 터로 전하고 있다. 1981년 4월 1일 전라북도의 유형문화재 제96호로 지정되었다.

## 개요
고부읍성이 있는 성황산 북쪽 기슭에 자리하고 있는 탑이다. 주변에서 ‘해정사’라고 새긴 기와조각이 발견되어 이 절의 옛 터로 전하고 있다.
탑은 전체의 무게를 받치는 기단(基壇)을 2층으로 쌓고, 그 위로 3층의 탑신(塔身)을 올려놓은 모습으로, 꼭대기의 머리장식은 뒤에 따로 만들어 얹은 것이다. 각 기단의 4면과, 탑신부의 각 몸돌에는 모서리마다 기둥모양을 본뜬 조각을 두었다. 지붕돌은 밑면에 3단씩의 받침을 두고 있으며, 전체적으로 두터운 편은 아니지만 경쾌한 느낌은 떨어진다.
간략하게 흐르고 있는 각 부분의 솜씨들로 보아 고려시대에 세운 것으로 보이는데, 탑신부의 1층 몸돌이 지나치게 커보여 균형이 맞지 않다. 고부읍성 주변의 석탑들이 모두 2층 기단에 5층 이상의 높이를 지니고 있는 점으로 보아 이 탑 역시 5층 정도의 석탑으로 추정된다.

## 같이 보기
- 고부읍성
- 성황산
- 해정사지

## 참고 자료
- 용흥리해정사지석탑 - 국가유산청 국가유산포털